# Neel Doff
Cornelia Hubertina Doff, conocida como Neel Doff (Buggenum, 27 de enero de 1858 - Ixelles, 14 de julio de 1942) fue una escritora neerlandesa.

## Biografía
Tercera de nueve hermanos, siguió a sus padres en sus sucesivos desplazamientos (Ámsterdam, Amberes, Bruselas...) y conoció situaciones de extrema pobreza. Pudo salir de esta situación posando para pintores belgas de renombre como Félicien Rops o James Ensor, a los que impresionaba por su inteligencia y su cultura a pesar de sus orígenes humildes. También posó para un personaje de Charles De Coster, Nele, esculpida por Charles Samuel y por Paul De Vigne.
Se instaló en la Región de Bruselas-Capital y se hizo abanderada de la causa obrera y de los más pobres simpatizando con el socialismo. Se casó con Fernand Brouez (fallecido en 1900), editor jefe de "La Société Nouvelle" y se desposó en segundas nupcias en 1901 con el abogado y militante socialista Georges Sérigiers, amigo de la familia Brouez.
Escribió en su casa de Amberes su autobiografía Jours de famine et de détresse donde cuenta la historia de Keetje, una muchacha que sufría miseria y humillaciones y se vio forzada a la prostitución para alimentar a sus hermanos. Esta historia fue finalista del premio Goncourt de 1911. Con Keetje y Keetje Trottin, Neel Doff cerró su trilogía autobiográfica. 
Falleció en plena Segunda Guerra Mundial de un fallo renal en su casa de Ixelles, 16 rue de Naples, y para proteger sus bienes legó su casa de Ixelles a los hijos de Franz Hellens y el resto de su fortuna a varias personas: su villa de Genk a su banquero M. Takoen, sus derechos de autoría a su amiga Hélène Temersen, y como era judía intentó proteger su dinero dándoselo a su amiga Eva Kövelin, y a "Crouzy" un profesor. De su casa desapareció misteriosamente un James Ensor y otros objetos que no se han encontrado aún.
En 1975, Keetje Trottin fue llevada al cine por Paul Verhoeven.

## Obra
- Jours de famine et de détresse, París, Fasquelle, 1911
- Contes farouches, París, Ollendorf, París, 1913 ; ed. Plein Chant,1988
- Keetje, París, Ollendorf, 1919 ; Bruselas, Labor, 1987.
- Keetje Trottin, París, Crès, 1921, 1930 ; Bruselas, Labor, 1999
- Michel, Crès, 1922
- Angelinette, París, Crès, 1923
- Campine, París, F. Rieder & Cie, Rieder 1926
- Elva, suivi de Dans nos bruyères, Paríis, 1929
- Une fourmi ouvrière, 1931, París ; Au Sans Pareil, 1935 (Repris par les éditions Spartacus, París).
- Quitter tout cela, y Au jour le jour, ed. Entre Nous, Nemours 1937